# Egger Highlands (San Diego)

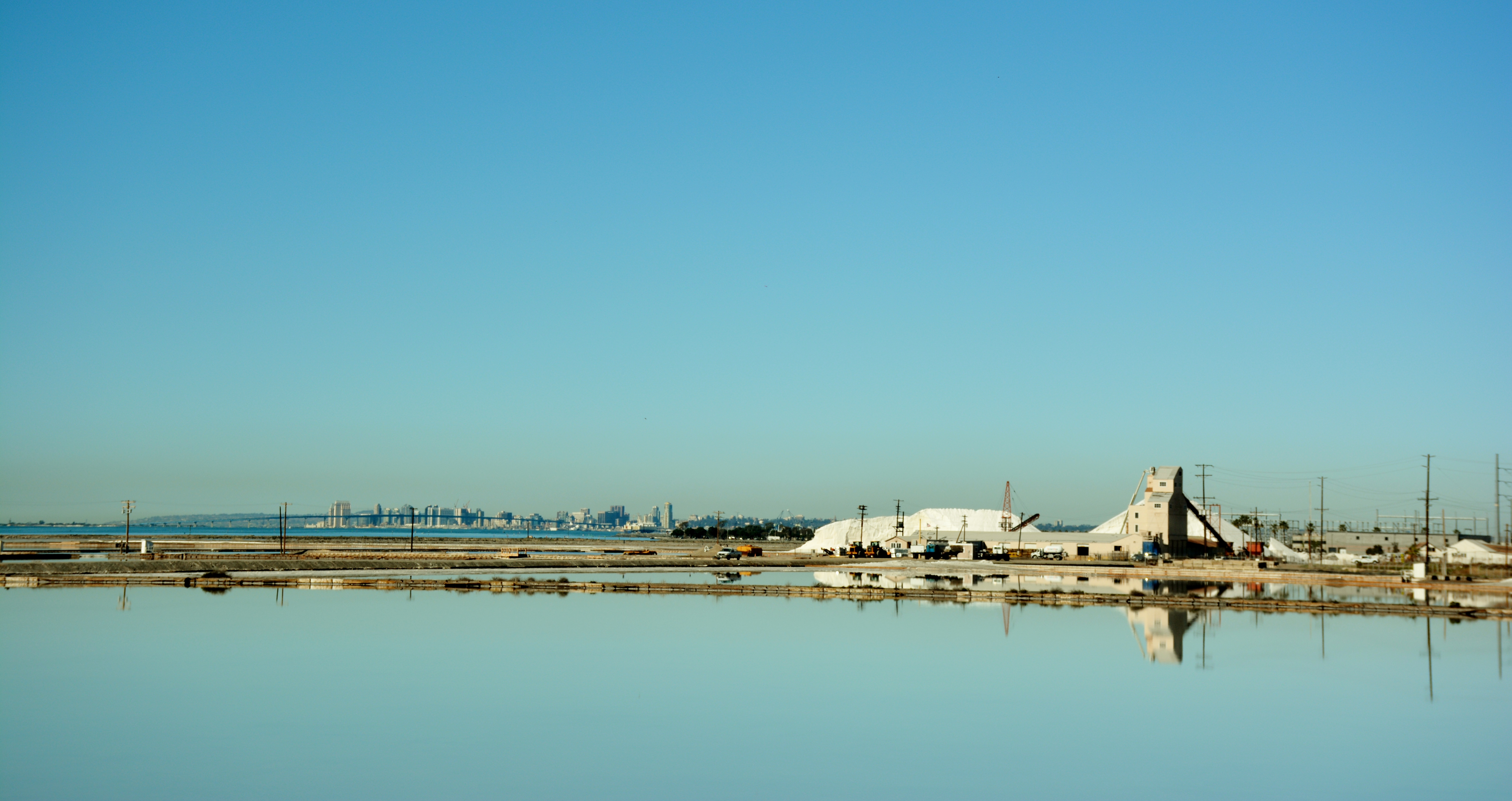
Eager highlands, San Diego.

Egger Highlands es un barrio residencial del sur de San Diego. Limita con Palm City y Nestor al este, con la Bahía de San Diego al norte, con Imperial Beach al suroeste y con Chula Vista al noreste. Las vías principales de la zona son Coronado Avenue, Saturn Boulevard y Palm Avenue.

## Historia
Egger Highlands debe su nombre a la familia Egger, que donó un terreno en 1946 para la iglesia católica de San Carlos, la primera iglesia católica romana de la zona.  Egger Highlands, junto con otras partes del sur de San Diego, fue anexada por la ciudad de San Diego del condado de San Diego en 1957. 

## Demografía
Egger Highlands tiene una población de 12 102 personas. El 54'9 % son hispanos de cualquier raza; el 15'8%, afroamericanos; el 14'2 %, blancos caucásicos no hispanos; el 5 %, asiáticos; el 2'8 %, indios nativos; el 5'6 % se identifican con dos o más razas; y el 1'7 pertenecen a otras categorías raciales.

## Instalaciones y puntos de referencia
En Egger Highlands se encuentra el parque comunitario Robert Egger, Sr., ubicado en Coronado Avenue y Saturn Boulevard.

## Educación
En Egger Highlands se encuentra la escuela privada de St. Charles.  La zona es atendida por el Distrito Escolar Secundario Sweetwater Union y actualmente alberga solo una escuela secundaria llamada Mar Vista Academy.